# Bank Spółdzielczy w Nowym Targu
Bank Spółdzielczy w Nowym Targu – bank spółdzielczy z siedzibą w Nowym Targu w Polsce. Bank zrzeszony jest w Banku Polskiej Spółdzielczości S.A. Najstarszy bank na Podhalu.

## Historia
Bank powstał w 1877 jako Towarzystwo Zaliczkowe, pod którą to nazwą istniał do 1947. Zmiany nazwy banku:
- 1947 - Związkowy Bank Spółdzielczy
- 1950 – Gminna Kasa Spółdzielcza
- 1956 – Kasa Spółdzielcza Sp.z.o.o
- 1965 – Bank Spółdzielczy

## Władze
W skład zarządu banku wchodzą:
- prezes zarządu
- zastępca prezesa zarządu
- członek zarządu

Czynności nadzoru banku sprawuje 10-osobowa rada nadzorcza.

## Placówki
- centrala w Nowym Targu, ul. Rynek 11
- oddział w Niedzicy, ul. 3 Maja 14
- filia w Szaflarach, ul. Zakopiańska 18
- punkt kasowy w Łapszach Niżnych, ul. Spółdzielców 1